# تشينتشا ألتا
تشينتشا ألتا (بالإنجليزية: Chincha Alta)‏ هي مدينة، تتبع Chincha province ‏، وإقليم إيكا، هي عاصمة Chincha province ‏، وChincha Alta District ‏، بلغ عدد سكانها 63,671 نسمة.

## أعلام
- كارلا رويدا
- فرناندو أسيفيدو
- لويس مينامي
- ماورو مينا
- أندريس ميندوزا